# 交響曲第7番 (パーシケッティ)
ヴィンセント・パーシケッティの交響曲第7番『典礼風』（Liturgic ）作品80は、セントルイス交響楽団80周年記念第1回委嘱作品として1958年に作曲され、翌年10月24日にエドゥアール・ヴァン・ルモーテル指揮セントルイス交響楽団の演奏で初演された。

## 楽器編成
ピッコロ2、フルート2、オーボエ2、イングリッシュホルン、B♭クラリネット、クラリネット2、バスクラリネット、ファゴット2、コントラファゴット、ホルン4、トランペット3、トロンボーン3、チューバ、ティンパニ、打楽器奏者2、弦五部

## 楽曲構成
5楽章からなる。演奏時間は約28分。
- 第1楽章 レント
- 第2楽章 アレグロ
- 第3楽章 アンダンテ
- 第4楽章 ヴィヴァーチェ
- 第5楽章 アダージョ